# Valerius Wilhelm Neubeck

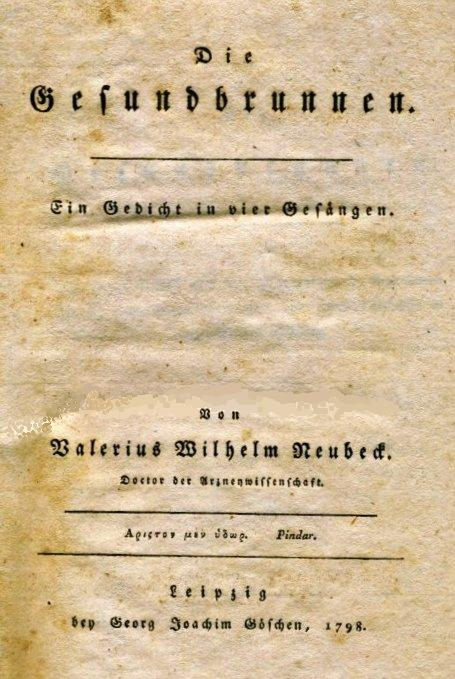
Titelblatt der Ausgabe der Gesundbrunnen bei Göschen

Valerius Wilhelm Neubeck (* 21. Januar 1765 in Arnstadt; † 20. September 1850 in Waldenburg) war ein deutscher Arzt und Autor.
Valerius Wilhelm Neubeck war der einzige Sohn des Arnstädter Hofapothekers Wilhelm Friedrich Neubeck. Er kam 1783 in das Haus wohlhabender Verwandter in Liegnitz, besuchte das dortige Gymnasium und begann 1785 in Göttingen ein Medizinstudium, das er 1787 in Jena fortsetzte und dort ein Jahr später mit der Dissertation abschloss. Er ließ sich in Liegnitz als praktischer Arzt nieder und wurde 1793 Physicus des Kreises Steinau. 1822 zum Hofrat ernannt musste er sechs Jahre später wegen des Nachlassens seiner Sehkraft seinen Beruf aufgeben. 1834 verlor Neubeck beim großen Stadtbrand von Steinau sein Haus mit der wertvollen Bibliothek. Neubeck zog zu seinem Schwiegersohn, dem Arzt Johann Wilhelm Ludwig Rau, nach Waldenburg, wo er 1850 verstarb.
1795 gab Neubeck in Breslau auf eigene Kosten das Lehrgedicht Die Gesundbrunnen. Ein Gedicht in vier Gesängen heraus. der erste Gesang behandelt die Entstehung von Heilquellen, der zweite zählt die Gesundbrunnen Deutschlands auf, der dritte gibt Regeln zum Gebrauch der Quellen und der vierte Ratschläge zur Stärkung und Erhaltung der Gesundheit. Das Buch fand zuerst kaum Beachtung, bis August Wilhelm Schlegel 1797 in der Nr. 243 der Jenaer „Allgemeinen Literatur-Zeitung“ auf die Bedeutung dieses Werkes hinwies. Göschen in Leipzig brachte nun eine Neuausgabe heraus, die weite Verbreitung fand.
Neubeck veröffentlichte auch einige medizinische Beiträge in Hufelands Journal.

## Schriften
- Die Zerstörung der Erde nach dem Gericht. 1785
- Gedichte. 1792